# Ruderne i Fredensborg Slot
Ruderne i Fredensborg Slot bærer på underskrifter af mange af slottets gæster.
Skikken med at indridse sit navn og eventuelt en dato eller en kort tekst eller digt begyndte i 1841. Der indridsede Louise af Hessen sit navn i et af ruderne. Fra 1860’erne er det blevet en fast skik.
Der findes (stand 2013) 239 ruder med inskriptioner på Fredensborg Slot. De fleste af dem findes i Havesalen, Fyrstesalonen, Gardersalen og forskellige soveværelser. Mange ruder har mere end en underskrift indridset, hvorfor det gættes på, at der kan findes i alt mere end 700 underskrifter på ruderne.
Foruden medlemmerne af det danske kongehus har til tider også gæster fået lov til at indridse deres navn. f.eks. Winston Churchill i 1950.
Tidligere skete indridsningerne direkte i ruden, siden (stand 2013) bliver signaturen indridset i en løs glasplade og dronning Margrethe 2. vælger placeringen i slottets vinduer.